# Charles-Félix-Édouard Deshayes
Charles Félix Édouard Deshayes, né à Toulon le 9 novembre 1831, et mort au Kremlin-Bicêtre le 20 février 1905, est un peintre français.

## Biographie

### Enfance et famille
Charles Félix Édouard Deshayes est né à Toulon le 9 novembre 1831, fils de Charles Salomon Deshayes, originaire d'Évreux, alors instituteur, et de Thérèse Paule Colom. On sait que Deshayes passa sa petite enfance en Algérie, où son père s'est installé pendant quelque temps à Alger vers 1834, puis à Bouzareah où naît son second frère. On retrouve la famille à Toulon quelques années plus tard, lorqu'y meurt son jeune frère à l'âge de dix ans. Les parents ont perdu auparavant les jumelles Angélique-Claire (Toulon, 1829-1831) et Marie-Thérèse Louise (1829-1829) puis, leur fille Denise-Paula-Caroline (Toulon, 1846-1846). 
De cette fratrie, survivront Thérèse-Séverine-Louise Deshayes, née à La Seyne-sur-Mer en 1833, mariée à Paris en 1865 à Charles Clemenceau, et Frédéric Deshayes, menuisier à Paris.
Deshayes se marie tardivement à Paris le 4 juin 1889 avec Elmire Chloris Leleu, une modiste âgée de 36 ans, qui meurt en 1894 au domicile conjugal, 34, boulevard de Clichy.

### Carrière
Deshayes s'installe à Paris après le décès de son père en 1851 ; il étudie avec Bernard Sénéquier et Louis Français et débute au salon de Paris en 1864. Il expose à Philadelphie en 1876.
Peu de temps avant la mort de Deshayes, le ministre de l'instruction publique et des beaux-arts le nomme officier de l'instruction publique, le 1er janvier 1905.
Il meurt au Kremlin-Bicêtre le 20 février 1905,.

## Œuvres
- Intérieur de forêt (Musée de Langres)
- Figures de bergers (Musée de Rouen)
- Soleil couchant (Var)
- Dans la vallée de Chevreuse
- Une matinée sur la Basse-Seine
- Chemin sous bois
- Métairie (environ de Cernay)
- Dans une cour de campagne, à la Garde-de-Dieu, près Rozoy-sur-Serre
- Paysage (vente à New York, mai 1909)[9]
- Près Nogent-sur-Marne (1869)
- Bords de la Seine, à Saint-Ouen (1870)
- Souvenir d'Afrique (1870)
- Journée d'été dans les cascades de Cernay-la-Ville (1872)
- Étang sous bois, à Villebrun (1873)
- Dans les cascades de Cernay (1874)
- Dans la vallée de Cernay (1874)
- Effet de soleil sous bois (1876)
- Un coin de parc à l'Étang-la-Ville (1878)
- Effet se soleil sous bois, aux environs de Paris (1879)
- Chaudron et pommes (1879)
- Le bois de Boulogne (1880)
- Ville de Belgique, panneau décoratif (1881, collection de M. Braquenier)
- Giroflées, étude (1881)
- Une rue du vieil Alger (1882)
- Vaches à l'abreuvoir (1889 ?)